# Рене де Курбієр
Рене де Курбієр (фр. René de l’Homme von Courbière; 24 січня 1887, Зансков — 7 травня 1946, Вільдесгаузен) — німецький офіцер, генерал-лейтенант вермахту. Кавалер Німецького хреста в золоті.

## Біографія
14 квітня 1904 року поступив на службу в Імперську армію. Учасник Першої світової війни. після демобілізації армії залишений у рейхсвері. З 26 серпня 1939 року — командир 213-ї піхотної дивізії, з 15 березня 1940 по 12 серпня 1942 року — 213-ї дивізії охорони, з 15 січня 1943 року — 153-ї навчально-польової дивізії. 8 червня 1943 року відправлений у резерв ОКГ. З 8 вересня 1943 року — тимчасовий командир 432-ї дивізії. 15 жовтня 1943 року знову відправлений у резерв ОКГ. З 1 листопада 1943 року — командир 410-ї дивізії земельної оборони. 20 грудня 1943 року знову відправлений у резерв ОКГ. З 10 січня 1944 року — командир 338-ї піхотної дивізії. 18 вересня 1944 року знову відправлений у резерв ОКГ. З 19 січня 1945 року — командир штабу перехоплення 8-го військового округу, з 5 березня — вищого армійського командування 4. 25 березня захворів і відправлений у шпиталь, де в січні 1946 року був взятий у полон. 24 лютого 1946 року звільнений.

## Сім'я
Син — майор Рене де Курбієр, також кавалер Німецького хреста в золоті. 

## Звання
- Фанен-юнкер (14 квітня 1904)
- Фенріх (18 листопада 1904)
- Лейтенант (18 серпня 1905)
- Оберлейтенант (5 червня 1914)
- Гауптман (16 червня 1915)
- Майор (1 квітня 1928)
- Оберстлейтенант (1 лютого 1933)
- Оберст (1 березня 1935)
- Генерал-майор (1 квітня 1938)
- Генерал-лейтенант (1 червня 1940)

## Нагороди
- Залізний хрест
  - 2-го класу (4 жовтня 1914)
  - 1-го класу (21 травня 1917)
- Орден Святого Йоанна (Бранденбург), почесний лицар (26 лютого 1917)
- Ганзейський Хрест (Гамбург) (7 травня 1917)
- Нагрудний знак «За поранення» в чорному (28 квітня 1918)
- Орден «За заслуги» (Баварія) 4-го класу з мечами (4 травня 1918)
- Хрест «За військові заслуги» (Ліппе) (14 червня 1918)
- Почесний хрест ветерана війни з мечами (12 січня 1935)
- Медаль «За вислугу років у Вермахті» 4-го, 3-го, 2-го і 1-го класу (25 років; 2 жовтня 1936) — отримав 4 нагороди одночасно.
- Застібка до Залізного хреста
  - 2-го класу (30 вересня 1939)
  - 1-го класу (13 жовтня 1939)
- Орден Корони Румунії, великий хрест (27 лютого 1942) — за заслуги під час битви за Одесу.
- Медаль «За зимову кампанію на Сході 1941/42» (12 серпня 1942)
- Німецький хрест в золоті (23 листопада 1944)